# Порт-Саїд
Порт-Саїд (араб. بورسعيد, Бур-Саїд) — місто на північному сході Єгипту. Порт на Середземному морі, поблизу Суецького каналу. Адміністративний центр Порт-Саїд. Населення 603,787 — осіб (2010). Розвинуте рибальство, хімічна промисловість, виробництво сигарет та харчова промисловість. Через порт експортується бавовна та рис. Морський курорт.
Місто-побратим Порт-Саїда — Порт-Фуад, що розташований на східному березі Суецького каналу. Ці два міста співіснують до такої міри, що у Порт-Фуаді майже немає центру міста. Міста сполучені безкоштовними поромами , що курсують протягом дня, і разом вони утворюють столичний район із понад мільйоном мешканців, який простягається як на африканській, так і на азійській сторонах Суецького каналу. 
Єдиним іншим столичним районом у світі, який також охоплює два континенти, є Стамбул.
Місто було засноване в 1859 на піщаній косі, що відділяє Середземне море від солоного прибережного озера Манзала. Спочатку будувався, як частина інфраструктури каналу. Швидко розвинулося, як вільний порт (duty-free).
Статую Свободи, що тепер є символом США, спочатку мали встановити в Порт-Саїді під назвою Світло Азії (The Light Of Asia), але тодішній уряд країни вирішив, що перевезення конструкції з Франції та встановлення є для них занадто дорогим задоволенням.

## Клімат
Місто знаходиться у зоні, котра характеризується кліматом тропічних пустель. Найтепліший місяць — липень із середньою температурою 27.2 °C (81 °F). Найхолодніший місяць — січень, із середньою температурою 14.4 °С (58 °F).
| Клімат Порт-Саїда       | Клімат Порт-Саїда | Клімат Порт-Саїда | Клімат Порт-Саїда | Клімат Порт-Саїда | Клімат Порт-Саїда | Клімат Порт-Саїда | Клімат Порт-Саїда | Клімат Порт-Саїда | Клімат Порт-Саїда | Клімат Порт-Саїда | Клімат Порт-Саїда | Клімат Порт-Саїда | Клімат Порт-Саїда |
| Показник                | Січ.              | Лют.              | Бер.              | Квіт.             | Трав.             | Черв.             | Лип.              | Серп.             | Вер.              | Жовт.             | Лист.             | Груд.             | Рік               |
| Абсолютний максимум, °C | 26                | 27                | 27                | 35                | 36                | 35                | 33                | 37                | 36                | 37                | 28                | 23                | 37                |
| Середній максимум, °C   | 16                | 16                | 18                | 21                | 23                | 27                | 29                | 29                | 28                | 26                | 22                | 18                | 23                |
| Середня температура, °C | 14                | 14                | 16                | 19                | 21                | 25                | 27                | 27                | 26                | 24                | 20                | 16                | 21                |
| Середній мінімум, °C    | 12                | 11                | 14                | 17                | 19                | 22                | 24                | 25                | 23                | 22                | 17                | 13                | 18                |
| Абсолютний мінімум, °C  | 7                 | 1                 | 10                | 7                 | 11                | 18                | 20                | 22                | 20                | 16                | 10                | 7                 | 1                 |
| Норма опадів, мм        | 10                | 10                | 10                | 0                 | 0                 | 0                 | 0                 | 0                 | 0                 | 0                 | 10                | 10                | 80                |
| ----------------------- | ----------------- | ----------------- | ----------------- | ----------------- | ----------------- | ----------------- | ----------------- | ----------------- | ----------------- | ----------------- | ----------------- | ----------------- | ----------------- |
| Джерело: Weatherbase    |                   |                   |                   |                   |                   |                   |                   |                   |                   |                   |                   |                   |                   |

## Відомі мешканці

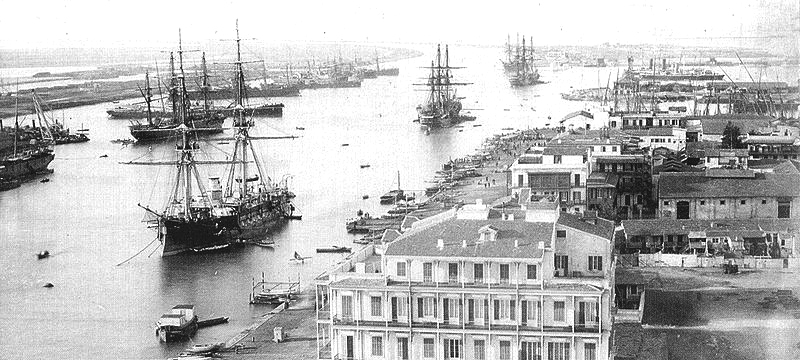
Фотографія міста у 1880 році.

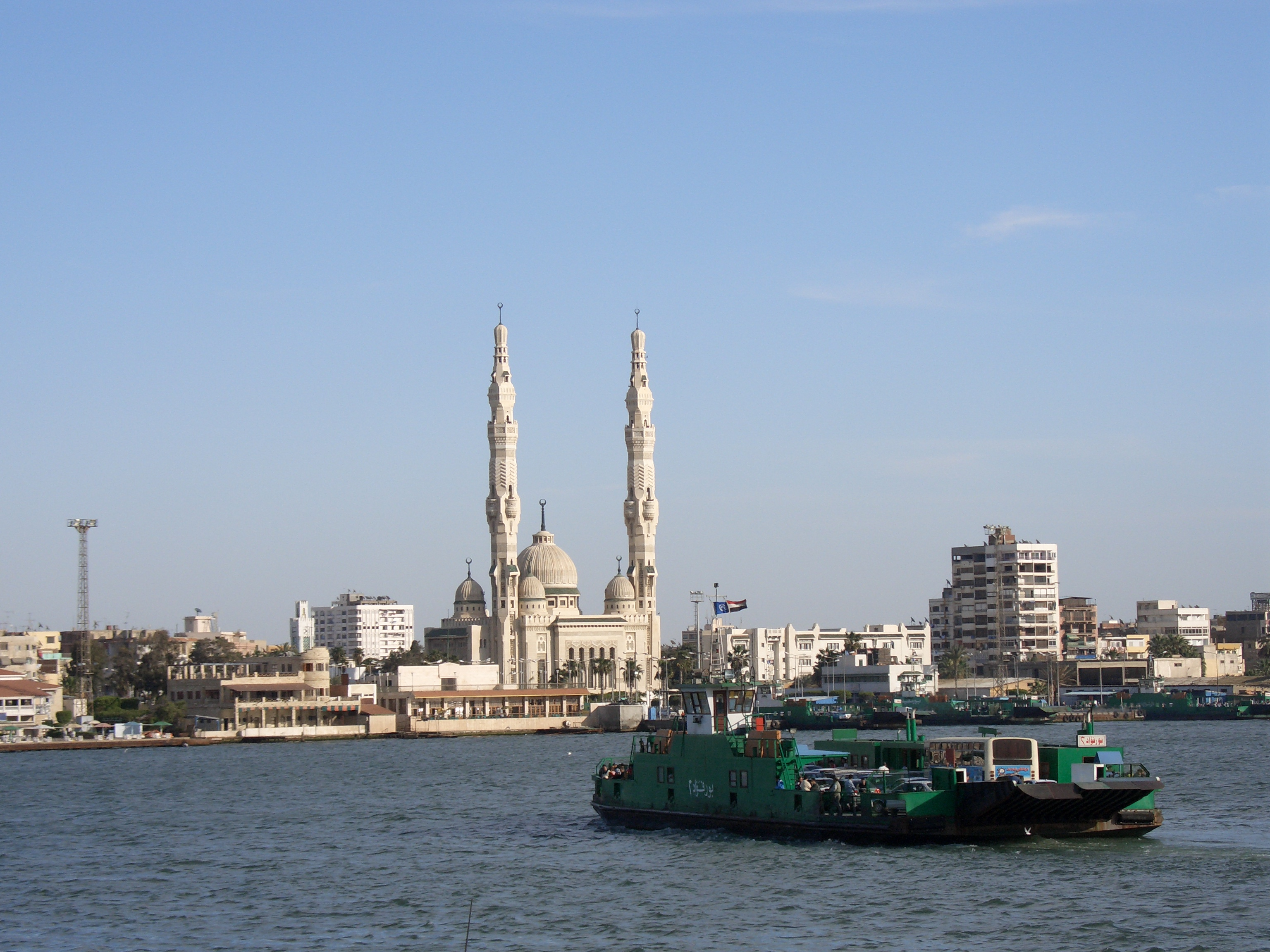
Фотографія порту навесні 2007.

- Амр Діаб — поп-співак